# Università di Dar es Salaam
L'Università di Dar es Salaam (in inglese University of Dar es Salaam, in swahili Chuo Kikuu cha Dar es Salaam, abbreviata in UDSM) è la principale università di Dar es Salaam, in Tanzania. L'Università nacque da una decisione presa nel 1970 di dividere l'allora Università dell'Africa orientale in tre università indipendenti: l'Università di Makerere (Uganda), l'Università di Nairobi (Kenya) .
All'Università di Dar es Salaam appartiene l'Institute of Kiswahili Research ("Istituto di Ricerca sul Kiswahili"), in passato noto come "Interterritorial Language Committee", che è l'organo di ricerca che nel 1934 definì la grafia standard per lo swahili.
Nel 1984, dall'Università di Dar es Salaam è stata scorporata l'Università dell'Agricoltura Sokoine, con sede principale a Morogoro.